# Vittviks säteri
Vittvik är en herrgård och ett tidigare säteri i Tryserums socken i Valdemarsviks kommun, Småland. Herrgården ligger vid Kattedalsfjärden.

## Historik
Gården har tillhört Fågelvik och har troligen alltid gjort det. När kung Karl Knutsson Bonde ärvde Fågelvik 1453, fanns det två frälsegårdar i Vittvik som brukades av Måns och Per. Under början av 1600-talet var Vittvik en liten by med tre hemman som betalade skatt till Fågelvik.
Nils Gyllenstierna (1597–1658) blev den förste av släkten Gyllenstierna som kom att bo här. Under 1600-talet kallades gården även för Stjärnevik. Casimir Gyllenstierna kom att bilda ett säteri av gården i slutet av 1620-talet. Då tillhörde Bålebo, Härad, Käggla, Kvädö och Stjärnö gården liksom Bokö, Hägerö och Ålö i Gryts socken och Långrådna och Glo i Östra Eds socken.
Johan Gyllenstierna d.y. (1617–1690) var bland annat riksråd, president i Svea hovrätt och landshövding i Östergötland och efter pensionen bodde han på Vittvik. Catharina de Tri, änka efter Henrik de Tri (grundare till Gusums, Överums och Ankarsrums Bruk), bodde här under sina sista år på 1680-talet som gäst hos Johan Gyllenstierna. Hon ville antagligen bo nära sin son, Henrik de Tri, på gården Snällebo. Riksrådet Göran Fleming, gift med Sigrid Gyllenstierna har varit ägare till Vittvik, men varefter gården lär åter ha kommit under Fågelvik.
Under 1700-talet bodde här fogdar och befallningsmän under Fågelvik. Underlydande hemman till Vittvik 1778 var Bållelid, Bålebo, Björnsbo och Käggla.
1802 avstyckades Vittvik från Fågelvik och Thage Thott sålde gården till Gusums Bruks brukspatron, Eric Wilhelm Westerberg. Då Westerberg var ofrälse, fick han söka tillstånd hos konungen för att få köpa godset. Westerberg byggde den nuvarande mangårdsbyggnaden i sengustaviansk stil.
1851 köptes Vittvik av direktör Samuel Kellman, tidigare ägare av säteriet Breviksnäs i Gryts socken. Björnsbo och Bållelid (tillsammans nuvarande Hagby) såldes liksom Käggla.
1865 blev Axel Tisell ägare. Cirka 1870 köpte kamreren på Fågelvik, A. Cederblad, godset. Efter hans död 1890 blev bröderna Sjögren ägare. Under kommande 30 år bytte gården ägare många gånger och gårdarna Djurglo och Bålebo (Liljestad) avstyckades från godset. 1918 köpte Oskar Löfgren gården som idag fortfarande är i samma släkt.
1974 styckades mangårdsbyggnaden av och såldes. Under några år bedrevs kurs- och konferensverksamhet i byggnaden.
Riksrådet, gift med Sigrid Gyllenstierna har varit ägare till Vittvik. Greve Tott avsöndrade Vittvik och sålde det till brukspatron Westerberg. Hans arvingar ägde säteriet fram till 1829.